# 古希臘藝術

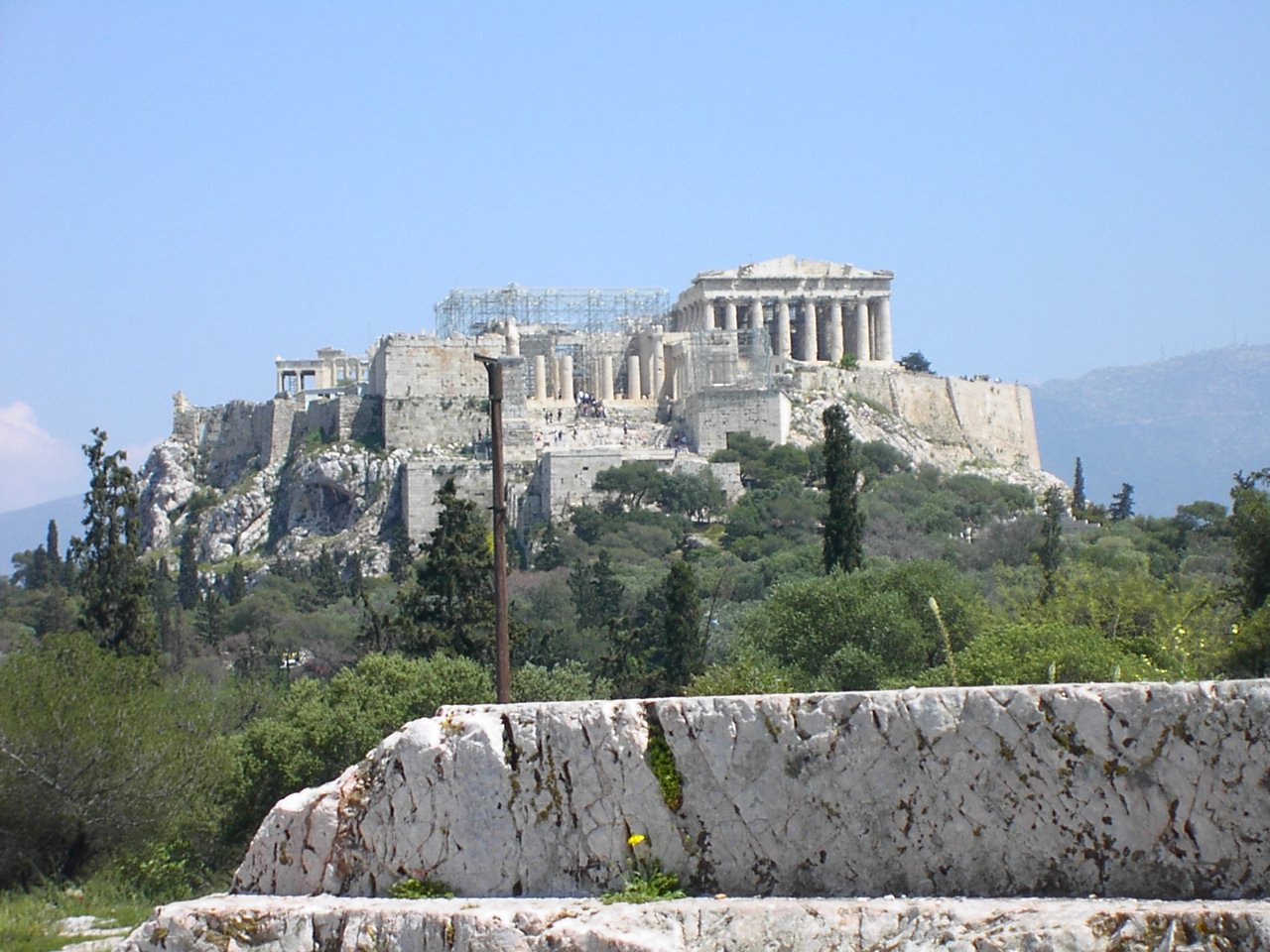
雅典卫城

古希腊艺术，是指盛行于公元前15世纪至公元前1世纪古希腊世界以及附近地区的艺术，古希腊艺术被视为是西方艺术的主要源头。古希腊艺术突出的特点是重视写实。古希腊神话中的人神共性使得古希腊艺术对人体的塑造充满了兴趣。古希腊艺术不仅在希腊世界盛行，还通过贸易等方式影响了古希腊周边地域，如伊特鲁利亚地区，在亚历山大帝国建立后古希腊艺术更是向东方世界传播，在罗马征服希腊后，古希腊艺术被罗马人效仿和吸收。德国学者的温克尔曼是第一个对古希腊艺术进行系统研究的学者，19世纪70年代后，通过在希腊地区的考古，许多古希腊的艺术品相继被发现，大大丰富了人们对古希腊艺术的认识。

## 发展历程
古希腊艺术发展历程和古希腊的历史和社会发展息息相关，一般分为四个阶段，分别是:
- 黑暗时期（公元前12世纪-公元前7世纪）
- 古风时期（公元前7世纪-公元前6世纪）
- 古典时期（公元前5世纪-公元前4世纪）
- 希腊化时期（公元前4世纪末-公元前1世纪）[2]

荷马时期的末期，希腊艺术受到了东方世界艺术的影响，这一时期又被称为东方时期。而古典时代被视为古希腊艺术的发展高峰。

### 荷马时期
荷马时期（公元前12世纪-公元前8世纪）是以古希腊诗人荷马命名的，也稱希臘黑暗時代。在特洛伊战争后，爱琴海附近文明趋于衰退，由于这个时代的史料匮乏，很难得到有效的信息，只能由出土文物加以判断。在希腊世界各地，都有带几何风格花纹装饰的陶器出土。这些纹饰遍布陶器表面，包括几何状的线性纹、鸟兽纹和人行纹，大多数的殉葬陶瓶是表现葬礼、或者死者的英勇的场面，有些描绘古希腊人的日常生活。这个时期为古希腊艺术的发展奠定了基础。

### 古风时期

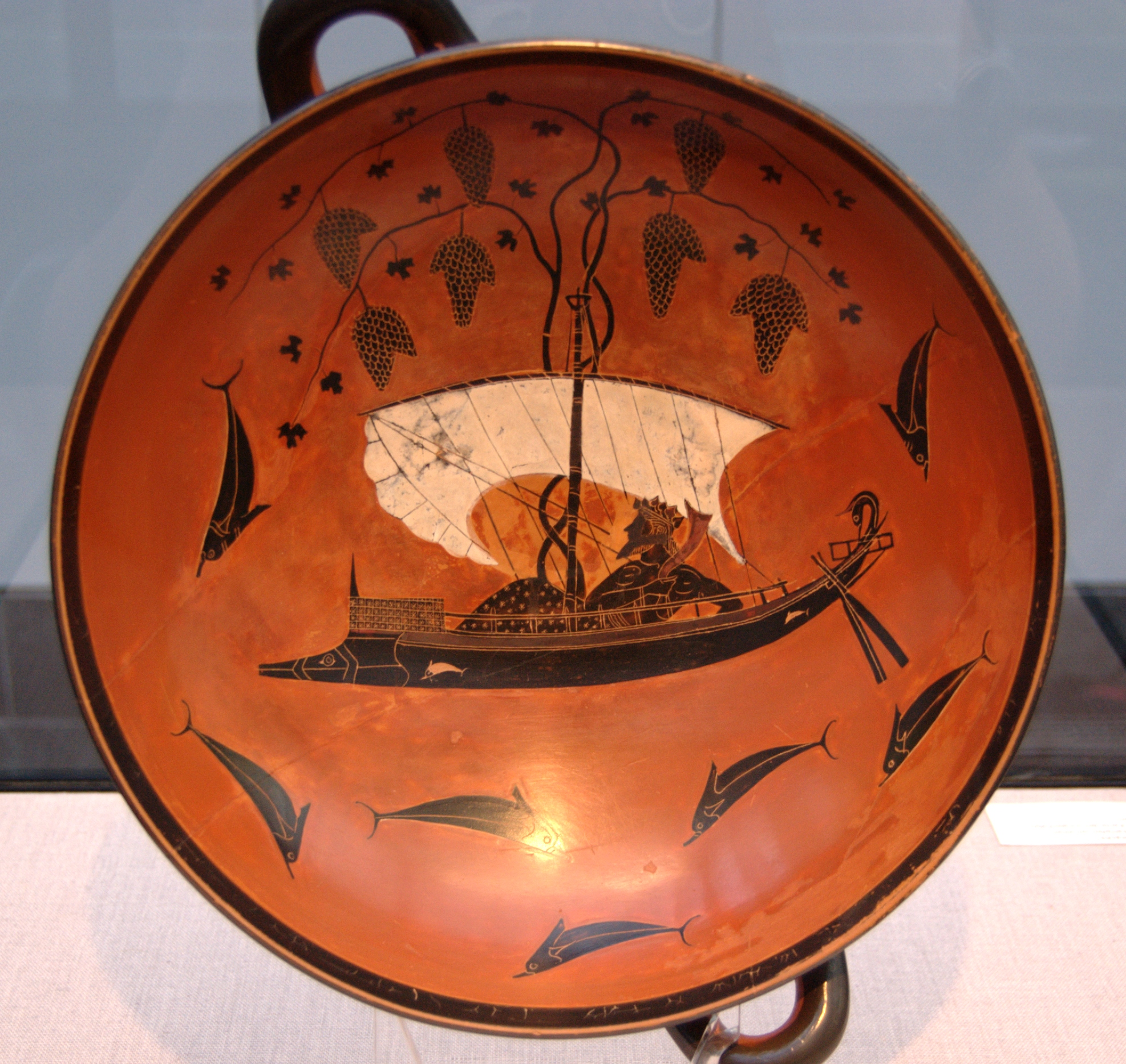
公元前6世纪下半叶瓶画黑绘风格作品：帆船上的酒神狄俄倪索斯

公元前7世纪，古希腊社会进一步发展，古希腊艺术也随之进步。古风早期，古希腊和东方世界的频繁交流使得该时期的古希腊艺术深受东方世界艺术的影响，古风后期，古希腊艺术逐渐形成自己的风格。古风时期希腊柱式中的两种基本柱式--多立克柱式和爱奥尼柱式分别在希腊的西部和东部产生。建筑材质上，石质逐渐取代木质材料。雕刻艺术上，为了表达人物的内心情感，人物造型上常采用微笑姿态，被称为“古风的微笑”。同时，在写实技巧上古希腊的雕刻家们取得了很大的进步。瓶画绘画上，黑绘风格和红绘风格相继出现。

### 古典时期

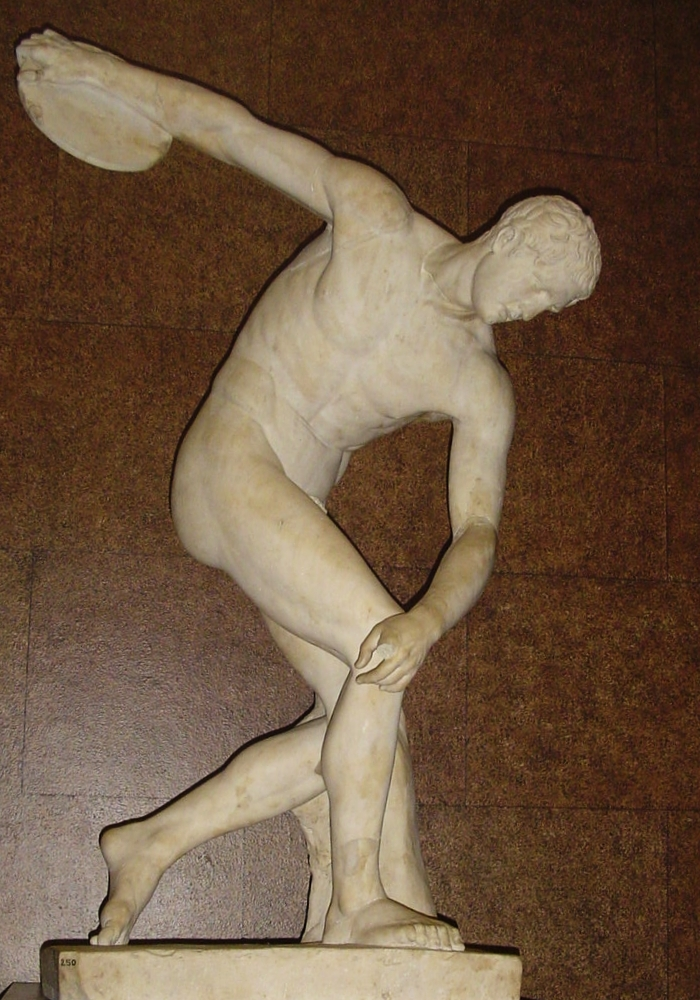
米隆的作品掷铁饼者

希腊在波希战争结束后迎来了它的盛期，直到马其顿人征服希腊为止，这段时期被称为古典时期。一般把古典时期分为三个阶段，分别是古典初期（公元前490年-公元前450年）、古典中期（公元前450年-公元前410年）、古典晚期（公元前4世纪）古典初期的艺术还带有古风时期的痕迹，故而又被称为“过渡时期”。古典中期，特别是雅典，由于掌握了提洛同盟的大量财产，加之爱琴海的贸易，伯利克里的改革，雅典社会发展达到了它的顶峰，这些客观条件都支持了雅典在艺术上的繁盛。一系列建筑的完工，使得雅典在这段时间被建设成为一座优美的城市。在希腊其他地区，也有不少城市新建了各自独具特色的建筑。古典晚期，由于伯罗奔尼撒战争等一系列战争的影响，希腊世界趋于衰落，艺术中心自雅典逐渐移向伯罗奔尼撒和小亚细亚沿岸。4世纪末，马其顿人乘机入侵并征服了希腊。古典时代宣告结束。
建筑上，这个时期著名的神庙奥林匹亚的宙斯神庙、百都斯的赫拉神庙、雅典的帕特农神庙等相继开建。公元前4世纪产生了三大柱式中的最后一种柱式--科林斯柱式。雕刻上，名家辈出，菲底亚斯、波留克列特斯等诸多雕刻名家给后世留下了许多不朽名作。绘画上，形成两个主要的画派：昔克翁画派和雅典画派，透视等技巧亦取得不小的进步。瓶绘中的红绘风格技法进一步发展，更产生了白底彩绘技法。

### 希腊化时期

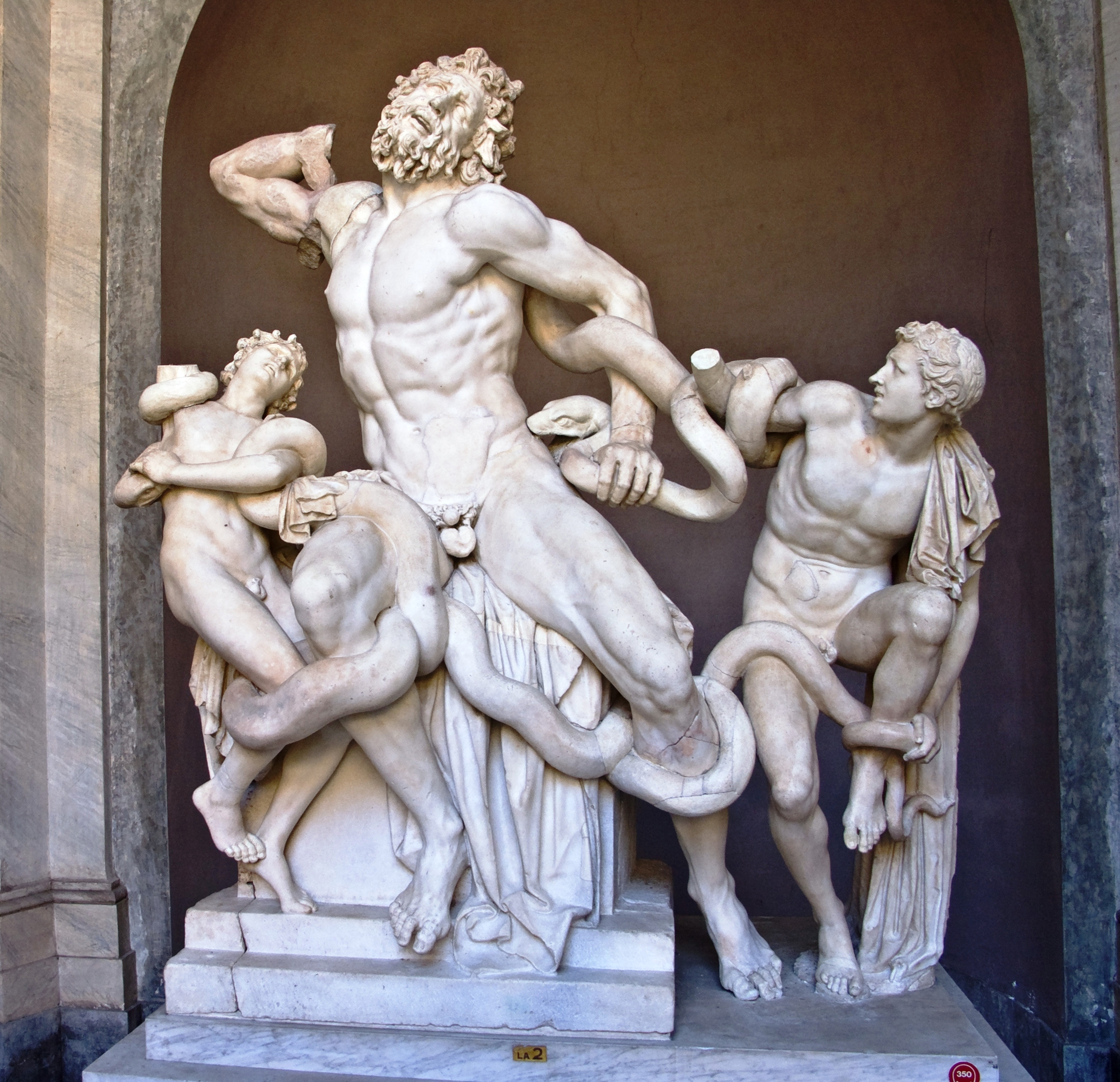
公元前一世纪罗德斯学派后期作品：拉奥孔与儿子们

马其顿人征服希腊后，又征服了波斯帝国，建立了亚历山大帝国，这个帝国虽然存在时间很短，但继承它的诸多希腊化王国在东方世界继续存在了几个世纪。希腊化时代指的就是从马其顿人征服希腊到埃及的托勒密王朝为罗马人所征服的这段时期，大致从公元前4世纪末到公元前1世纪中叶，在这个时期，东方地区的古老文明和古希腊艺术相互交流，相互影响。艺术从服务公共社会转向服务王公贵族。小亚细亚的帕加马成为希腊艺术的中心。城市建设颇受重视，城市中心有原先的神庙变成贸易广场。雕刻艺术开始在各地繁盛起来，由之产生了诸多地域学派：希腊本土、亚历山大里亚、帕加马、罗德斯等学派。建于公元前2世纪的帕加马宙斯祭坛有着精美的浮雕。绘画上，装饰性质的壁画和独副绘画都很发达。

## 建筑
公共建筑是古希腊城邦市民的重要社会活动场所。古希腊的城邦往往将大量资源用于修建这些公共建筑，诸如卫城建筑，神庙建筑和剧院建筑以及为了歌颂本城邦而修建的纪念碑。希腊化时代，国王的墓室成为了重要建筑场所。

### 神庙建筑
神庙建筑在古希腊的建筑中占有重要地位。神庙建筑也是不断发展的，大致趋势是神庙的墙面逐渐由立柱取代，由早期的端柱式（在侧墙立两根柱子的）、演变成前廊式（正面无墙，立四根柱子）、前后柱式（后面和正面相同，都取消墙面而采用立柱）、围柱式（四周都采用立柱）。围柱式神庙后来成为古希腊神庙建筑的典型。希腊化时代，神庙会采用装饰性更强的双围柱式。在不同的地区神庙的式样会略有不同。早期的神庙建材多采用木质，至7世纪开始希腊人逐渐使用石质。著名的神庙有神庙奥林匹亚的宙斯神庙、百都斯的赫拉神庙、雅典的帕特农神庙、俄瑞克忒翁神庙（Erechtheum）和帕加马的宙斯祭坛。

### 柱式
参见：柱式

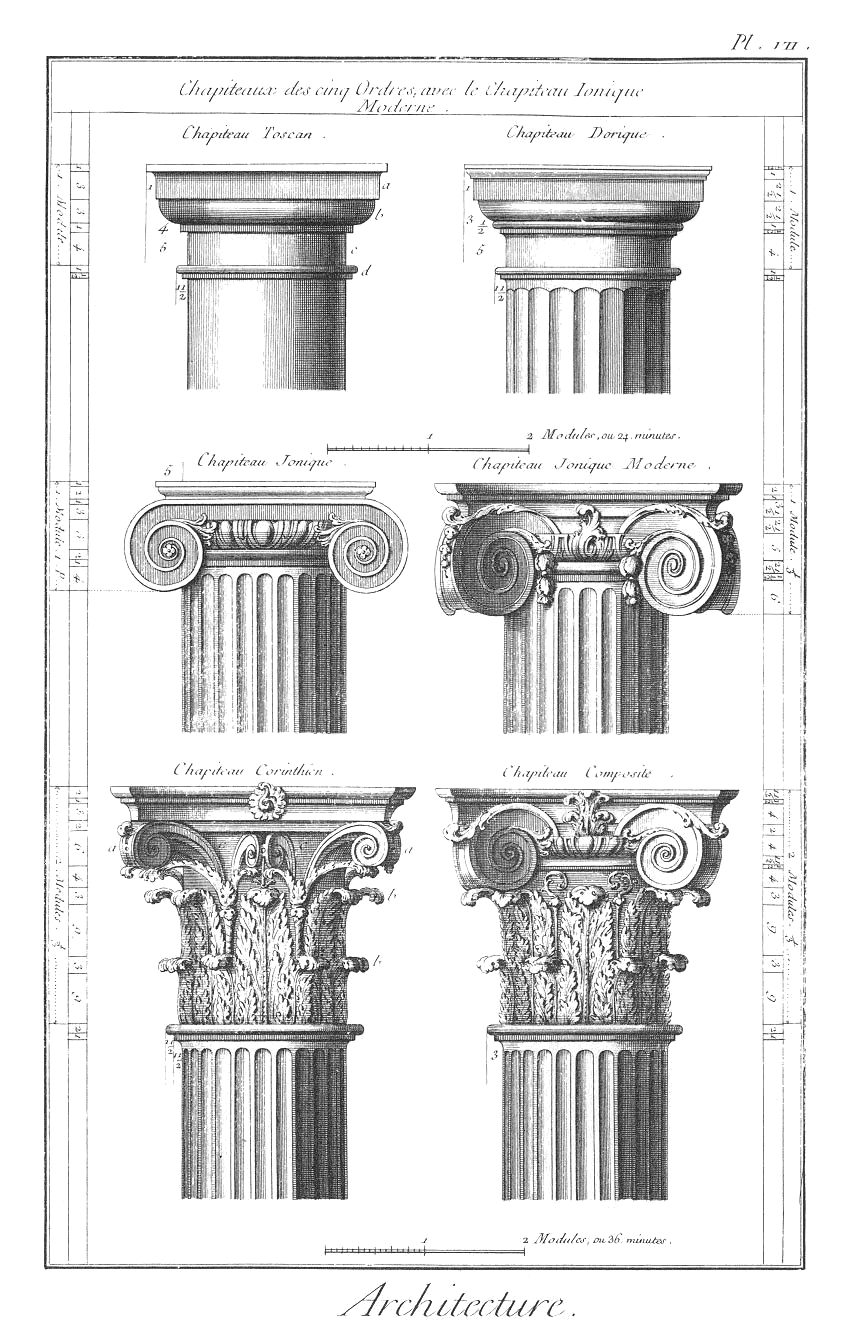
古希腊三大柱式

古希腊艺术中立柱的应用颇为广泛，著名的三大柱式分别是多利克柱式、爱奥尼亚柱式、科林斯柱式。产生于公元前7世纪的多立克柱又被称为男性柱，柱身有20条凹槽最早的高度与直径之比为6：1，后来改至7：1。产生于公元前6世纪中叶爱奥尼亚柱式柱身有24条凹槽，高度与直径之比为8：1或9：1。产生于公元前7世纪的科林斯柱式是装饰性最强的一种柱式，但其应用不及前两者广泛。在希腊化时代柱式开始更多的转向装饰功能，原先的承重功能开始减少。在古希腊的柱式的影响下产生了古罗马五柱式。

## 雕塑

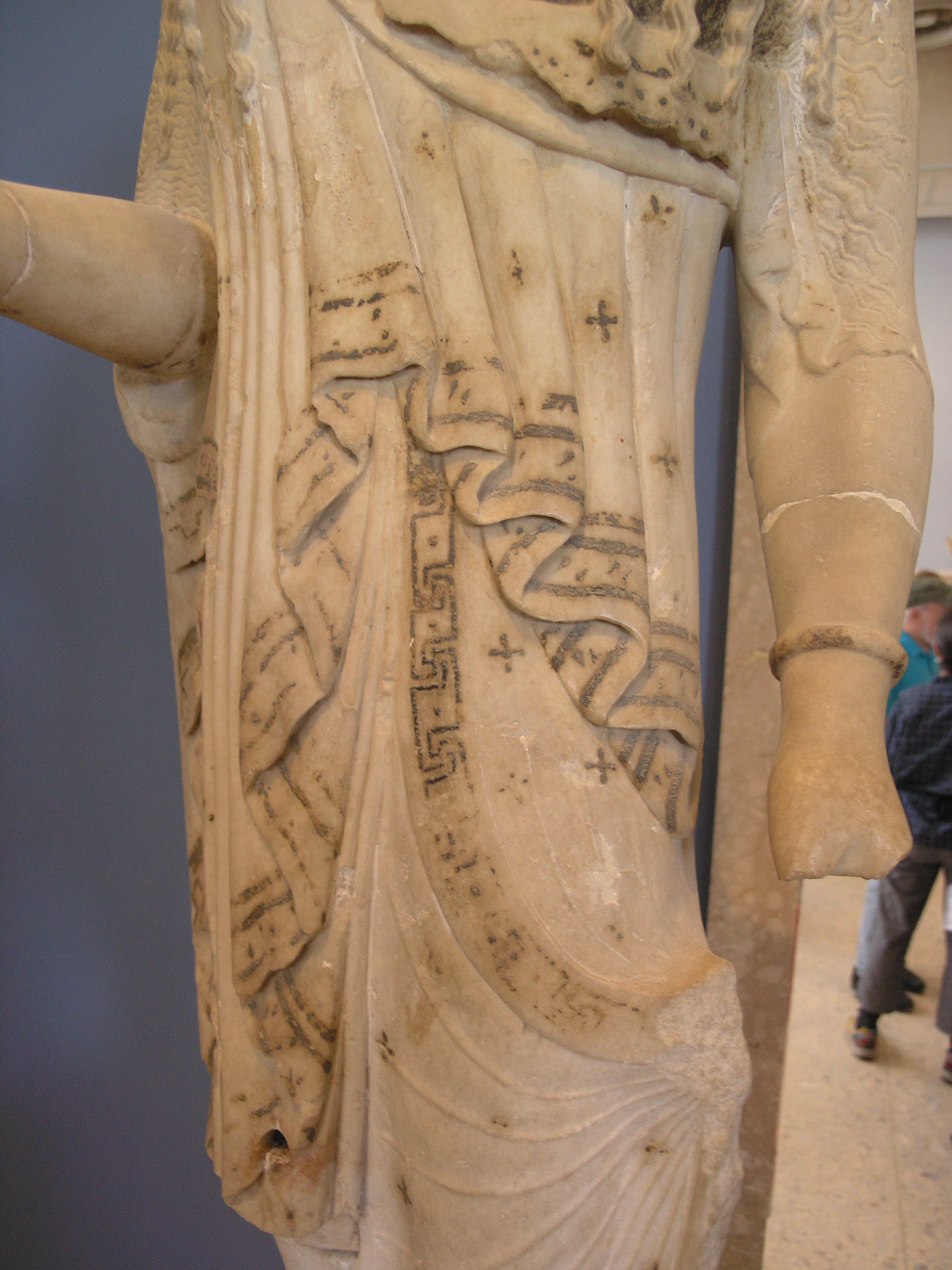
雕塑工藝，科雷，約。西元前 530-520 年，發現於雅典衛城

古希腊的雕塑一般采用神话题材，也有采用历史题材。雕刻材质上多采用大理石或者青铜。原始的青铜雕像保存下来的很少，古希腊的雕刻作品被罗马人大量仿制这以成为研究古希腊雕刻艺术的一种重要途径，虽然在仿制过程中会存在改变。不断出土的文物也帮助人们进一步认识古希腊的雕刻艺术。
古风时代的雕像的一个重要特点是在人物造型上常采用“古风的微笑”。随着艺术家们的不断追求与探索，雕刻作品不断向写实方面发展。产生了理想化的脸型（椭圆形脸，直鼻梁，平额，扁桃型眼睛，面部表情严肃），这种脸型是后来古希腊艺术中的典范。古典时代是古希腊雕刻的繁荣时代，米隆是古典时代早期的著名雕刻家。菲底亚斯是雅典帕特农神庙的设计者，他为该神庙创作了高达12米雅典娜神像。波留克列特斯是阿尔戈斯-昔克翁雕塑学派的代表人物。他也是一个著名的艺术理论家。雅典的帕特农神庙和帕加马的宙斯祭坛浮雕作品被视为古希腊雕刻艺术的精品。古希腊著名的雕刻家还有普拉克西特列斯、克列休拉斯、菲拉太蒙和留西波斯。希腊化时代肖像雕塑有了极大的发展，这和人们对肖像雕塑的需求是分不开的。

## 绘画
20世纪后，人们对古希腊绘画的归类开始转向以艺术家来分类。早期的陶器是往往有强烈装饰性的纹饰，这两种风格在公元前7世纪和公元前5世纪相继出现了古希腊瓶画的两种重要技法，被称为黑绘风格和红绘风格。这两种风格分别是以红底黑描和黑底红描。古典时代的画家掌握了透视法和明暗手法。画家们会在瓶画上署名，著名的雕刻家有撒所思岛的波里格诺托斯（Polygnotos）、阿哥塔科斯（Agatharcgos）、阿佩莱斯（Apelles）等。

## 影响

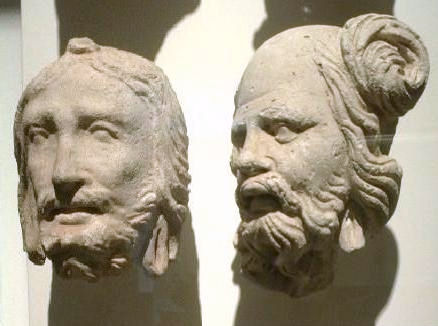
印度犍陀罗的佛教雕塑，可以看出受到了古希腊艺术的影响。
公元3世纪，吉美国立亚洲艺术博物馆藏

古希腊艺术不仅在希腊世界盛行，还通过贸易活动、文化交流等方式在影响了了古希腊周边地域，如伊特鲁利亚地区，当地发达的墓室壁画就受到了古希腊艺术的影响。在亚历山大帝国建立后古希腊艺术更是向东方世界传播，在希腊化的东方世界中，古希腊艺术与当地原有艺术相结合，相互影响。在印度的犍陀罗等地，古希腊艺术影响了当地的佛教艺术，随后，健驮逻艺术又向东方传播，影响东亚美术，在敦煌地区即出现了阿波罗式样的佛像，中国佛像的衣褶造型也可以看出古希腊艺术的影子。在罗马征服希腊前后，古希腊艺术被罗马人效仿和吸收，并加以发展。